# Mama Rayhuana
Mama Rayhuana (también como: Mama Rayguana o Mama Raywana) es una diosa preincaica considerada la madre y benefactora de los alimentos.
Además de ser considerada la madre de los alimentos, la deidad Rayhuana también personifica a la Tierra y la fertilidad.

## Etimología
El nombre Mama Rayguana es compuesto del término quechua Mama (madre) y Rayhuana (del quechua de Pasco rahuay, camellón). Asimismo, el término Rayhuana también es usado para designar a un tipo particular de papa que es oriunda de la zona centro norte del Perú.
La variedad Rayhuana es una papa con un característico color rosado-blanco en su pulpa.

## Representación
La Mama Rayhuana es representada como una mujer provista de un vestido rosado con pliegues blancos en la cintura (los colores evocan el peculiar tono de la pulpa de la papa Rayhuana). De su espalda, cuelgan mazorcas de maíz, papa y otros alimentos. En regiones como Panao, estos elementos son portados en su cintura.
Asimismo, la diosa porta una canasta con múltiples semillas de granos y tubérculos.
Es de esta forma como se la representa en su danza homónima.

## Mitología

### El origen de la danza Mama Rayguana
En este mito, se explica el origen de una danza dedicada a la diosa Mama Rayguana. Según el mito, dicha danza se comenzó a practicar cuando los alimentos volvieron después de una larga hambruna ocurrida en la Tierra.
A continuación, se narrará lo expresado en el mito:
Antiguamente hubo una terrible hambruna que azotó a toda la Tierra. El motivo de este terrible acontecimiento se debía a que los hombres habían maltratado a las comidas. Les hacían llorar. A las papas las quemaban en ollas, exponían al hielo para hacer el chuño, una vez peladas, se le agujereaban los ojos o hacían picotear a las aves; al maíz lo tostaban vivitos en las "canalas" y a las ocas las secaban al Sol.
A las pobres comidas las tiraban al suelo, hacían pudrir o sancochaban por ollas para botarlas.
La papa, el maíz, la oca, el olluco y otros se resintieron por el constante sufrimiento. Antes de desaparecer, estos dieron aviso al dios Pachacámac (creador del mundo). Una fuerte helada quemó a las hierbas, un mal viento deshojó a los árboles y una hambruna general asoló a los pueblos. El Sol secó el sembrío. Las nubes y lluvias se alejaron por años, desaparecieron los manantiales y las chacras se tornaron infértiles. Los animales y los niños sollozaban por el hambre y cientos de aves murieron de sed. Los hombres escarbaron las raíces del ayrampo, rangún y otras hierbas para confortar el hambre.
Un día, los animales se reunieron y acordaron nombrar una comisión de aves para acudir ante el dios Pachacámac y suplicarle el regreso de los alimentos. El cóndor, seguido del águila, el colibrí y otros fueron haciendo una cadena en el espacio. Volando fueron todos ellos. Los demás permanecieron en la Tierra para preparar el terreno. Al llegar ante Pachacámac, las aves le dijeron: "Por culpa de los hombres padecemos de hambre". El dios Pachacámac, compadeciéndose de las criaturas, perdonó a los malhechores y retornó las semillas a la delegación de aves. Todos los animales, consternados, mirando al cielo nomás estaban. De repente, vieron a lo lejos que las aves estaban regresando, cada cual portando una semilla en sus picos. El cóndor traía la papa, el gavilán traía el maíz, el colibrí la quinua, y así cada uno según su tamaño y preferencia. Los demás animales, serviciales y con gran amor, recibieron las semillas que iban cayendo una a una. Sembraron con extrema alegría y cultivaron con mucho cariño. Cantaron y bailaron cuando nuevamente hubo cosecha, gracias a la fecundidad de la Mama Rayguana (Mama Pacha) que hace nacer, crecer y madurar a las plantas.
Desde entonces, todos los animales danzan dichosos en torno a la Mama Rayguana, festejando el paso de la hambruna a la abundancia. Por eso hasta ahora, de pueblo en pueblo escenifican la danza de la Mama Rayguana. A las semillas de la papa, del maíz, la oca, etc. Las personas hacen cariñar con la Mama Rayguana para que sean prolíficas. Desde entonces, los hombres amaron a las comidas y construyeron collqas, pirhuas, altillos para guardar sus cosechas y no padecer de hambre. De algunos pueblos Mama Rayguana se está yendo, llevándose las comidas, porque están olvidando de presentar la danza de la Mama Rayguana. Si los hombres vuelven a maltratar a la papa, al maíz, a la oca, y a los demás alimentos andinos, nuevamente vendrá la hambruna como vino antes.